# Classificação internacional dos solos

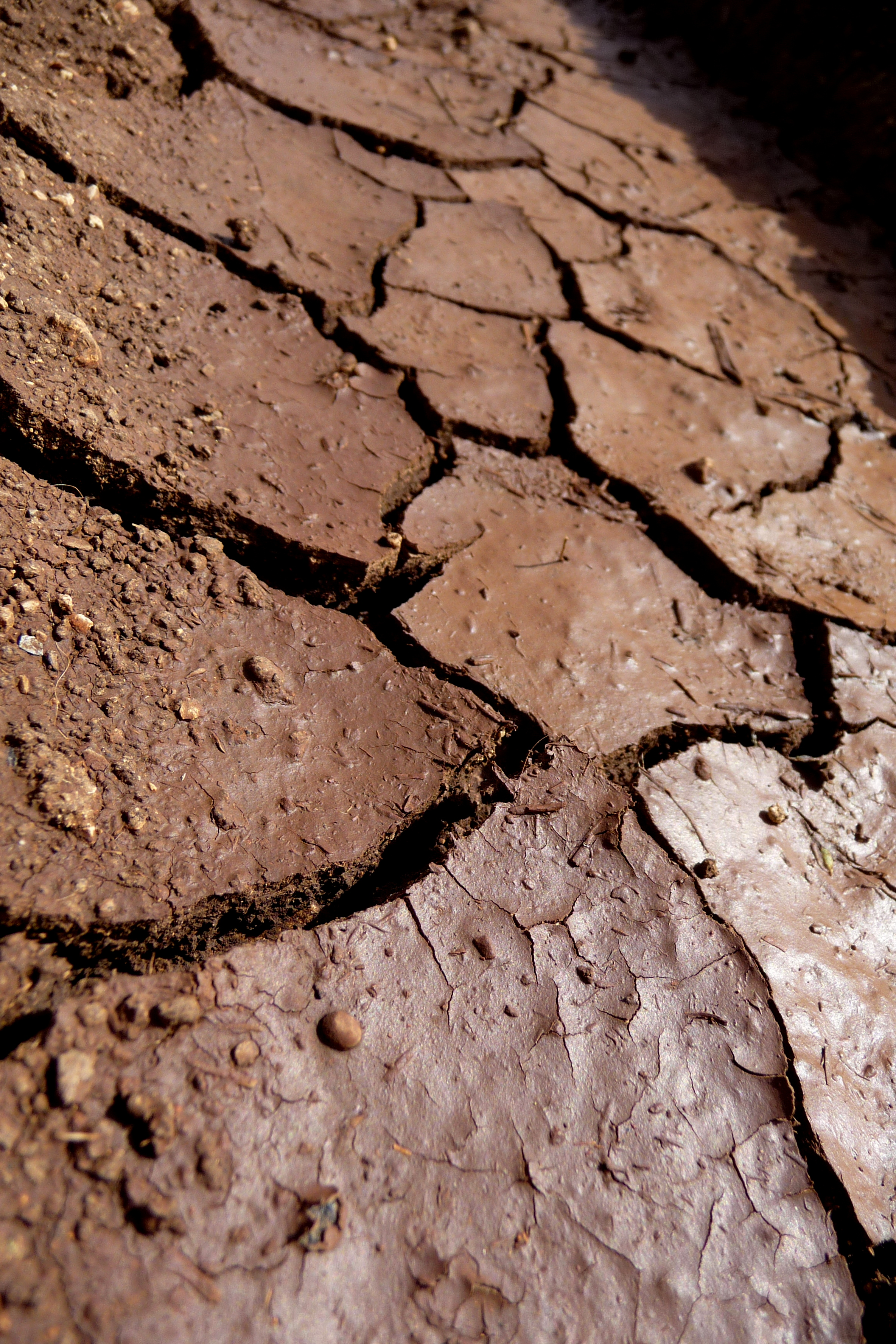
Argila vermelha rachada.

A FAO (Food and Agriculture Organization das Nações Unidas) publicou 1998 a classificação dos solos como "World Soil Ressource Report 84“ (WRB), uma nova edição do sistema mais antigo "Soil Map of the World“ de 1988. Ela foi reconhecida como classificação internacional pelo Congresso da União Internacional dos Especialistas do Solo em 1998 em Montpellier.
Desde 2006, existe uma nova versão da Base de Referência Mundial para Recursos de Solos com muitas modificações. Em 2007 foi publicada mais uma nova versão do "World Reference Base for Soil Ressources" ou "Base referencial mundial del recurso suelo".
Em 2014 foi publicada a terceira edição, atualizada en 2015.. Em 2022 foi publicada a quarta edição.

## Grupos de solo (2006)
- Acrisol (AC)
- Albeluvisol (AB)
- Alisol (AL)
- Andosol (AN)
- Antrosol (AT)
- Arenosol (AR)
- Calcisol (CL)
- Cambisol (CM)
- Chernozeme (CH)
- Criosol (CR)
- Durisol (DU)
- Ferralsol (FR)
- Fluvisol (FL)
- Gleisol (GL)
- Gipsisol (GY)
- Histosol (HS)
- Castanozeme (KS)
- Leptosol (LP)
- Lixisol (LX)
- Luvisol (LV)
- Nitisol (NT)
- Feozeme (PH)
- Planosol (PL)
- Plintosol (PT)
- Podzol (PZ)
- Regosol (RG)
- Solonchak (SC)
- Solonetz (SN)
- Estagnosol (ST)
- Tecnosol (TC)
- Umbrisol (UM)
- Vertisol (VR)

## Qualificadores (2006)
- Abrúptico (ap)
- Acérico (ae)
- Ácrico (ac)
- Acróxico (ao)
- Álbico (ab)
- Alcálico (ax)
- Álico (al)
- Aluândico (aa)
- Alúmico (au)
- Ândico (an)
- Antracuico (aq)
- Ântrico (am)
- Arénico (ar)
- Árico (al)
- Arídico (ad)
- Árzico (az)
- Brúnico (br)
- Calcárico (ca)
- Cálcico (cc)
- Câmbico (cm)
- Cárbico (cb)
- Carbonático (cn)
- Clorídico (cl)
- Crómico (cr)
- Argílico (ce)
- Colúvico (co)
- Críico (cy)
- Cutânico (ct)
- Dênsico (dn)
- Drénico (dr)
- Dúrico (du)
- Dístrico (dy)
- Ecrânico (ek)
- Endodúrico (nd)
- Endodístrico (ny)
- Endoêutrico (ne)
- Endoflúvico (nf)
- Endogleico (ng)
- Endoléptico (nl)
- Endosálico (ns)
- Êntico (et)
- Epidístrico (ed)
- Epiêutrico (ee)
- Epiléptico (el)
- Episálico (ea)
- Escálico (ec)
- Êutrico (eu)
- Eutrossílico (es)
- Ferrálico (fl)
- Férrico (fr)
- Fíbrico (fi)
- Flótico (ft)
- Flúvico (fv)
- Fólico (fo)
- Fractipétrico (fp)
- Fractiplíntico (fa)
- Frágico (fg)
- Fúlvico (fu)
- Gárbico (ga)
- Gélico (ge)
- Gelistágnico (gt)
- Gérico (gr)
- Gíbsico (gi)
- Glácico (gc)
- Gleico (gl)
- Glossálbico (gb)
- Glóssico (gs)
- Greico (gz)
- Grúmico (gm)
- Gípsico (gy)
- Gipsírico (gp)
- Háplico (ha)
- Hémico (hm)
- Hístico (hi)
- Hórtico (ht)
- Húmico (hu)
- Hidrágrico (hg)
- Hídrico (hy)
- Hidrofóbico (hf)
- Hiperálbico (ha)
- Hiperálico (hl)
- Hipercálcico (hc)
- Hiperdístrico (hd)
- Hiperêutrico (he)
- Hipergípsico (hp)
- Hiperócrico (ho)
- Hipersálico (hs)
- Hiperesquelético (hk)
- Hipocálcico (wc)
- Hipogípsico (wg)
- Hipolúvico (wl)
- Hipossálico (ws)
- Hipossódico (wn)
- Irrágrico (lr)
- Lamélico (ll)
- Láxico (la)
- Léptico (le)
- Lígnico (lg)
- Límnico (lm)
- Línico (lc)
- Lítico (li)
- Líxico (lx)
- Lúvico (lv)
- Magnésico (mg)
- Manganiférrico (mf)
- Mázico (mz)
- Melânico (ml)
- Mesotrófico (ms)
- Mólico (mo)
- Moliglóssico (mi)
- Nátrico (na)
- Nítico (ni)
- Nóvico (nv)
- Nudilítico (nt)
- Ômbrico (om)
- Ornítico (oc)
- Ortstêinico (os)
- Oxiaquico (oa)
- Páquico (ph)
- Pélico (pe)
- Pétrico (pt)
- Petrocálcico (pc)
- Petrodúrico (pd)
- Petrogleico (py)
- Petrogípsico (pg)
- Petroplíntico (pp)
- Petrossálico (ps)
- Pisoplíntico (px)
- Plácico (pi)
- Plágico (pa)
- Plíntico (pl)
- Pósico (po)
- Profúndico (pf)
- Prótico (pr)
- Púfico (pu)
- Reductáquico (ra)
- Redúctico (rd)
- Régico (rg)
- Rêndzico (rz)
- Reico (rh)
- Ródico (ro)
- Rúbico (ru)
- Rúptico (rp)
- Rústico (rs)
- Sálico (sz)
- Sáprico (sa)
- Silândico (sn)
- Límico (sl)
- Esquelético (sk)
- Sódico (so)
- Solódico (sc)
- Sômbrico (sm)
- Espódico (sd)
- Espólico (sp)
- Estágnico (st)
- Subaquático (sq)
- Sulfático (su)
- Taquírico (ty)
- Técnico (te)
- Téfrico (tf)
- Térrico (tr)
- Taptândico (ba)
- Taptovítrico (bv)
- Tiónico (tl)
- Tixotrópico (tp)
- Tidálico (td)
- Tóxico (tx)
- Transpórtico (tn)
- Túrbico (tu)
- Úmbrico (um)
- Umbriglóssico (ug)
- Úrbico (ub)
- Vérmico (vm)
- Vértico (vr)
- Vético (vt)
- Vítrico (vi)
- Vorónico (vo)
- Xântico (xa)
- Iérmico (ye)